# Angelo Valentino
Angelo Valentino (...) è un giocatore di football americano svizzero che gioca nel ruolo di wide receiver per i Thun Tigers.